# Morrisville (Vermont)
Morrisville ist ein Village in der Town Morristown im Lamoille County des Bundesstaates Vermont in den Vereinigten Staaten mit 2086 Einwohnern (laut Volkszählung von 2020). Morrisville ist einer von mehreren Siedlungskernen der Town, von der es politisch und verwaltungstechnisch abhängig ist (village). In der Gemeinde sitzen die meisten öffentlichen Organe der Town.

## Geografie

### Geografische Lage
Morrisville liegt im Nordosten der Town Morristown, im Zentrum der Green Mountains an einer Flussschleife des Lamoille River, ein wenig östlich einiger Stromschnellen, den Cadys Falls, deren Wasserkraft vor der Industrialisierung durch einige Mühlen genutzt wurde.

### Umliegende Orte
Alle Angaben als Luftlinien-Entfernungen.
- Norden: Lowell, 29,0 km
- Nordosten: Craftsbury, 20,0 km
- Osten: Wolcott, 9,5 km
- Südosten: Woodbury, 19,0 km
- Süden: Worcester, 21,5 km
- Südwesten: Stowe, 12,5 km
- Westen: Underhill, 24,5 km
- Nordwesten: Johnson, 10,5 km

## Geschichte
Die Town wurde 1781 an Siedler verkauft, der Ort entstand aber erst mit den ersten dauerhaften Besiedlungen ab ca. 1792; ein genaues Gründungsdatum ist nicht belegt. Die Bahnstrecke Lunenburg–Maquam erreicht Morrisville am 31. Dezember 1872; bis zur Stilllegung des Personenverkehrs im Jahr 1956 bestand eine Station im Ort. Nach diversen Unfällen wegen schlechter Gleise und Unfällen wurde Morrisville ab 1994 auch von Güterzügen nicht mehr angefahren; die Strecke wurde 2004 ab St. Johnsbury endgültig stillgelegt. Die ehemalige Bahntrasse wird heute zum Teil durch Wander- und Reitwege touristisch genutzt.
Seit 1983 stehen Teile der Innenstadt auf der Liste des National Register of Historic Places, seit 1996 drei Gebäude der örtlichen Peoples Academy.
In Morrisville war das erste Profi-Eishockeyteam Vermonts, die Vermont Wild, angesiedelt, die aber nur im Jahr 2011 existierten und bereits nach 10 Spielen aufgelöst wurden.
Im Ort ist eine Methodistenkirche angesiedelt. Die Morristown Historical Society hat ihren Sitz in der Main Street des Ortes und betreibt ein Heimatmuseum in einem Haus des frühen 19. Jahrhunderts.

### Einwohnerentwicklung
| Jahr      | 1900 | 1910 | 1920 | 1930 | 1940 | 1950 | 1960 | 1970 | 1980 | 1990 |
| --------- | ---- | ---- | ---- | ---- | ---- | ---- | ---- | ---- | ---- | ---- |
| Einwohner | 1262 | 1445 | 1707 | 1822 | 1967 | 1995 | 2047 | 2116 | 2074 | 1984 |
| Jahr      | 2000 | 2010 | 2020 | 2030 | 2040 | 2050 | 2060 | 2070 | 2080 | 2090 |
| Einwohner | 2009 | 1958 | 2086 |      |      |      |      |      |      |      |

Volkszählungsergebnisse Morrisville, Vermont

## Wirtschaft und Infrastruktur

### Verkehr
Der Morrisville-Stowe State Airport, im Süden des Ortes gelegen, verbindet den Ort mit der Außenwelt; Highways und Schnellstraßen existieren in dieser Gegend nicht. Die Vermont State Roure 100 verläuft in nordsüdlicher Richtung durch das Village verbindet Morrisville mit Eden im Norden und Stowe im Süden und von ihr zweigen in östlicher Richtung die Vermont State Roure 15 nach Wolcott und die Vermont State Roure 12 nach Elmore ab.

### Wirtschaftsunternehmen
Die Firma Concept2 ist in Morrisville ansässig. Concept2 ist ein Ausrüster im Bereich des Rudersports und Skilanglaufs. Bei Skulls und Riemen sowie Ruderergometern ist das Unternehmen Weltmarktführer.

### Öffentliche Einrichtungen
Das im Ort ansässige Copley Hospital sichert die medizinische Versorgung von Morrisville und der Umgebung.

### Bildung

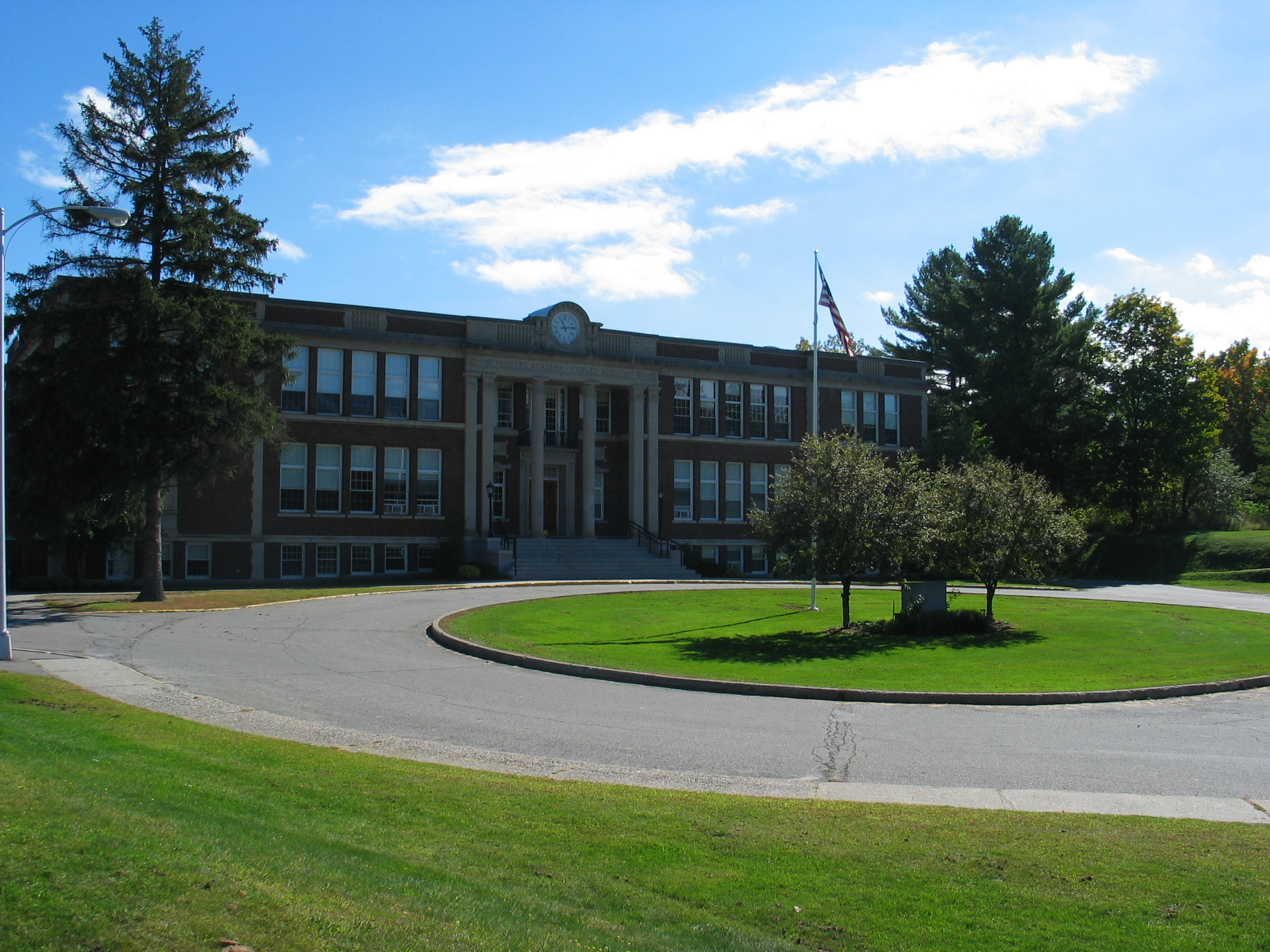
Peoples Academy

Morristown gehört mit Elmore und Stowe zur Lamoille South Supervisory Union Die Morristown Elementary School befindet sich im Village Morrisville. Sie bietet Schulklassen vom Kindergarten bis zum vierten Schuljahr. Die Peoples Academy Middle Level eine Mittelschule befindet sich ebenfalls in Morrisville genau wie die High School Peoples Academy. Diese wurde im Jahr 1847 gegründet.
Neben den öffentlichen Schulen befindet sich in Morrisville zudem die private katholische Bishop Marshall School. Sie bietet Schulklassen vom Kindergarten bis zum achten Schuljahr.
Die Morristown Centennial Central Library liegt an der Richmond Street in Morrisville.

## Persönlichkeiten

### Söhne und Töchter der Stadt
- Hannah Dreissigacker (* 1986), Biathletin und Skilangläuferin
- Emily Dreissigacker (* 1988), Biathletin
- Ethan Dreissigacker (* 1991), Biathlet und Skilangläufer
- Roger W. Hulburd (1856–1944), Anwalt, Politiker und Vizegouverneur von Vermont
- Alban J. Parker (1893–1971), Jurist und Attorney General von Vermont

### Persönlichkeiten, die vor Ort gewirkt haben
- Frederick G. Fleetwood (1868–1938), Politiker und Abgeordneter für den Bundesstaat Vermont im US-Repräsentantenhaus
- H. Henry Powers (1835–1913), Jurist, Politiker und Abgeordneter für den Bundesstaat Vermont im US-Repräsentantenhaus
- Maria Augusta Trapp (1905–1987), Sängerin, Buchautorin und Vorlage für das Musical The Sound of Music